# Doryphoribius huangguoshuensis
Espèce
Doryphoribius huangguoshuensis est une espèce de tardigrades de la famille des Isohypsibiidae.

## Distribution
Cette espèce est endémique de Chine. Elle se rencontre au Guizhou et au Hubei.

## Étymologie
Son nom d'espèce, composé de huangguoshu et du suffixe latin -ensis, « qui vit dans, qui habite », lui a été donné en référence au lieu de sa découverte, les chutes Huangguoshu.

## Publication originale
- Wang, Wang & Li, 2007 : Tardigrades from Guizhou Province (China) with description of a new species of genus Doryphoribius (Tardigrada: Hypsibiidae). Zootaxa, no 1626, p. 59-67.